# 阿根廷喉鰭鯰
阿根廷喉鰭鯰（学名：Trachelyopterus albicrux）為輻鰭魚綱鯰形目項鰭鯰科的其中一種，為溫帶淡水魚類，分布於南美洲阿根廷拉普拉他河流域，體長可達14公分，棲息在底層水域，生活習性不明。